# Lyssa Drak
Lyssa Drak è una super criminale aliena immaginaria pubblicata dalla DC Comics. Comparve per la prima volta in Green Lantern vol. 4 n. 18 (maggio 2007), e fu creata da Geoff Johns e Dave Gibbons.

## Biografia del personaggio
Lyssa Drak fu reclutata da Sinestro perché si unisse al "Sinestro Corps" che ha base nell'universo anti-materiale, e più precisamente sul pianeta Qward.
Lyssa Drak è la custode del libro di Parallax per il Sinestro Corps, a cui è incatenata per la vita. Questo libro contiene le biografie di molti dei più grandi membri del Sinestro Corps e racconta le vicende di Despotellis, Karu-Sil, Bedovian, molte delle quali narrò ad Amon Sur precedentemente alla sua prima missione. Questo libro è la controparte del Libro di Oa, che ricopre lo stesso ruolo per il Corpo delle Lanterne Verdi.
Quando si presentò ad Amon Sur, Drak accennò al fatto che aveva l'abilità di avvertire i sentimenti altrui. Lyssa proviene da Talok IV, uno dei tre mondi inabitabili nel sistema solare Talokiano da cui provengono anche Lydea Mallor (Talok VIII), Lyrissa Mallor (Talok VIII), Shadow Lass (Talok VIII) e Mikaal Tomas (Talok III).

### Incarceramento e giochi mentali
Durante la guerra contro i Sinestro Corps, si batté personalmente contro Hal Jordan. Espresse anche il suo piacere nel farlo, in quanto così avrebbe potuto aggiungere il proprio nome nel Libro di Parallax. Naturalmente, la battaglia terminò con la sua sconfitta.
Come descritto in Tales of the Sinestro Corps: Superboy-Prime, venne tenuta in una cella potenziata da una lanterna per qualche tempo dalla coppia sposata Matoo e Amnee Pree. Li spaventò con la storia di Kryb, la Lanterna Gialla che prende di mira le Lanterne Verdi genitori, li uccide e ne rapisce i figli.
Lyssa terrorizzò Amnee, all'epoca incinta, con la predizione che Kryb sarebbe giunta a prendere suo figlio il giorno della sua nascita. Ciò indusse la coppia a riportare Lyssa su Oa e in una cella scientifica prima del tempo, dopo di che, Matoo e Amnee decisero di andare in cerca di Kryb.
La si vide poi imprigionata su Oa al fianco di numerosi altri membri del Sinestro Corps. Durante la rivolta istigata dalla Lanterna Rossa Vice Lyssa riuscì ad evadere e a riunirsi al suo anello giallo del potere. Affermò che poteva avvertire di nuovo il potere del Libro di Parallax. Mentre tentava di ritrovare il suo prezioso Libro, Lyssa scoprì il "Libro dei Neri" del Guardiano Scar, che la attaccò e la imprigionò tra le pagine del Libro stesso.